# Sir Lord Baltimore (album)
Sir Lord Baltimore je eponymní a druhé studiové album americké heavy metalové hudební skupiny Sir Lord Baltimore, vydané v roce 1971.

## Seznam skladeb

### Strana 1
1. "Man From Manhattan" – 10:34
2. "Where Are We Going" [Live] – 3:19

### Strana 2
1. "Chicago Lives" – 3:49
2. "Loe And Behold" – 3:46
3. "Woman Tamer" – 5:12
4. "Caesar LXXI" – 5:22

## Sestava
- John Garner – zpěv, bicí
- Louis Dambra – kytara
- Joey Dambra – kytara
- Gary Justin – baskytara